# ミケランジェロ・プロジェクト
『ミケランジェロ・プロジェクト』（The Monuments Men）は、ジョージ・クルーニー監督・脚本・製作・出演による2014年のアメリカのドラマ映画である。ロバート・M・エドゼルによる書籍『ナチ略奪美術品を救え 特殊部隊「モニュメンツ・メン」の戦争』を原作とし、第二次世界大戦時にヒトラーによって重要な美術品や文化財が破壊される前に奪還を試みる連合軍の活躍が描かれる。製作はコロンビア ピクチャーズ、20世紀フォックス、22.バーベスベルグが共同で行い、2014年2月7日に公開。
なお、原題は、原作のタイトルにもあり、主人公たちのチームの通称である「モニュメンツ・メン（Monuments Men）」である。劇中にミケランジェロの聖母子像は登場するものの、「ミケランジェロ・プロジェクト」はあくまで日本語版のタイトルであり、この言葉は史実にも劇中にも登場しない。

## あらすじ
第二次世界大戦においてナチス・ドイツは、その占領地域において教会や美術館などに収蔵されている貴重な絵画や彫像を収奪していた。アドルフ・ヒトラーや側近のヘルマン・ゲーリングは美術品蒐集家であり、ゆくゆくは総統美術館を建設しようと考えていた。
戦況が連合国側に傾きつつある1943年。ハーバード大学付属美術館長のフランク・ストークスは、戦況の悪化に伴いドイツが収奪した美術品を集めてドイツ本国へ撤退していることや、連合軍による爆撃によって後世に残すべき歴史的財産が失われていく現実に心を痛めていた。そこでストークスは若い美術専門家を前線に派遣して保護活動に当たらせることをフランクリン・ルーズベルト大統領に直訴する。しかし、既に多くの若者は戦線に送られ人手はないとの返答を受け、ストークスは自分が仲間を集め、戦地に赴くことを決心する。彼はアメリカ各地を回って壮年や中年の美術専門家たちに声を掛ける。こうして1944年3月、ストークス以下、ジェームズ・グレンジャー、リチャード・キャンベル、ウォルター・ガーフィールド、ドナルド・ジェフリーズ、プレストン・サヴィッツ、ジャン＝クロード・クレルモンの6人を加えた美術品救出作戦を主任務とする特別部隊「モニュメンツ・メン」が結成される。
ノルマンディー上陸作戦によって連合軍がヨーロッパ大陸に上陸すると、モニュメンツ・メンは収奪された美術品の行方を追って調査を始める。しかし、敵狙撃兵が潜んでいるかもしれない教会への砲撃を止めさせようとするなど、人命よりも美術品を重視していると受け取られ、現地の将校からは反感を買う。その一方で、ストークスはドイツ語に堪能な兵士サム・エプスタインと偶然再会して彼を新たに仲間に加え、美術品を運搬していた列車を鹵獲することに成功するなど、目的通りの成果を収めていく。その後、さらなる美術品追跡のため、仲間たちはそれぞれ別行動を取ることになった。グレンジャーはフランスへ向かい、現地で美術品略奪の指揮をとっていた親衛隊将校シュタールの元秘書クレールと出会う。彼女は今度はアメリカが美術品を横取りするのではないかと危惧し、沈黙を通す。サヴィッツとキャンベルは奪われたヘントの祭壇画の行方を追うが手がかりは掴めない。また、ミケランジェロの聖母子像の調査にブルッヘの聖母教会に向かったジェフリーズは、現地の友軍の協力を得られず、聖母子像を撤退するドイツ軍の略奪から守ろうとして戦死してしまう。ストークスらは聖母子像の奪還を誓う。
1944年12月。戦況は連合軍が勝勢になる中、ストークスは同じく美術品を略奪するソ連軍の動きにも頭を悩ます。さらにヒトラーは自分が死んだら全てを破壊するように命じ（ネロ指令）、美術品保護は時間との戦いになる。サヴィッツとキャンベルは偶然から、大量の絵画を隠し持って潜伏していたシュタールを発見し、取り戻すことに成功する。他方でガーフィールドとジャン＝クロードは、茂みに隠れていたドイツ軍に銃撃され、ジャン＝クロードが死亡する。様々な手がかりから、ナチスは戦火から守るために美術品を岩塩や銅の鉱山に隠していることがわかり、大量の美術品を取り返すも、祭壇画と聖母子像は見つからない。一方、グレンジャーはクレールの信頼を得ることに成功し、ナチスが奪った美術品の持ち主を記した極秘の手帳と、特に貴重な美術品がバイエルンのノイシュヴァン・シュタイン城に保管されていることを伝える。
1945年4月。モニュメンツ・メンは、メルカースの鉱山に向かい、大量の金塊を発見するが美術品は見つからない。さらに別の鉱山ではヒトラーの命令を受けて焼却された美術品を見つけ、落胆する。5月のドイツ降伏と前後してノイシュヴァン・シュタイン城でクレールの情報通り、大量の美術品を保護することに成功するが、そこにも祭壇画と聖母子像はなかった。しかし、祭壇画がアルトアウスゼーの岩塩抗にあるとの情報を見つけ、現地に急行する。鉱山の場所はソ連支配地になることが決まっており、ソ連軍が迫る中、坑道の入口は爆破されていた。ストークスがドイツ軍将校に中に美術品があることを認めさせたことで連合軍は坑道内部に入り、大量の美術品を発見する。その中には祭壇画と聖母子像もあった。ソ連軍の到着と前後して、モニュメンツ・メンは鉱山からの撤退に成功し、帰路につく。
後日、500万点以上にも上る奪還した美術品は元の持ち主たちに無事に返還されたこと、その歴史の影にはモニュメンツ・メンの活躍があったと語られ、物語は終わる。

## キャスト

### モニュメンツ・メン
フランク・ストークス
演 - ジョージ・クルーニー / 老年期：ニック・クルーニー、日本語吹替 - 郷田ほづみ
ハーバード大学付属美術館の館長。「モニュメンツ・メン」のリーダー。美術品をナチスによる破壊から守り、略奪された物を取り戻すため「モニュメンツ・メン」を結成する。エプスタインと組む。妻と8歳の息子がいる。
モデルはジョージ・スタウト。
ジェームズ・グレンジャー
演 - マット・デイモン、日本語吹替 - 咲野俊介
メトロポリタン美術館のキュレーター。パリに友人の美術館長がおり、彼から隠された美術品の情報を得るため、ストークスたちとは別行動をとってパリに向かう。9歳と12歳の娘がいる。フランス語も一応話せるが、不自然さを度々指摘される。
モデルはジェームズ・J・ロリマー。
リチャード・キャンベル
演 - ビル・マーレイ、日本語吹替 - 江原正士
シカゴの建築家。サヴィッツと組み、祭壇画があったベルギーのヘントに向かう。銃を向けてきた敵兵の警戒心を解くなど、機転が利く人物。孫が2人いる。
モデルはロバート・ケリー・ポウジー。
ウォルター・ガーフィールド
演 - ジョン・グッドマン、日本語吹替 - 楠見尚己
彫刻家。ドイツ軍に近づくため、クレルモンと組んでアーヘンへ行く。
モデルはウォーカー・カークランド・ハンコック。
ドナルド・ジェフリーズ
演 - ヒュー・ボネヴィル、日本語吹替 - 沢木郁也
イギリス人歴史家。若い頃暮らしていた、聖母子像があるブルージュの教会に1人で向かう。酒のせいでトラブルを起こし、父に迷惑をかけたことを悔いている。
モデルはロナルド・エドマンド・バルフォア。
プレストン・サヴィッツ
演 - ボブ・バラバン、日本語吹替 - 田中亮一
演劇興行主および美術鑑定家。キャンベルと組み、ベルギーのヘントに向かう。 詩や現代美術に詳しい。初めはキャンベルのことをよく思わなかったが、次第に打ち解ける。
モデルはリンカーン・カーステイン。
ジャン＝クロード・クレルモン
演 - ジャン・デュジャルダン、日本語吹替 - 森田順平
ユダヤ系フランス人美術商。ガーフィールドと組みアーヘンへ行く。以前は戦闘機のパイロット志望だったが、視力と聴力が悪いため断念した。
モデルは不明。
サム・エプスタイン
演 - ディミトリー・レオニダス、日本語吹替 - 柿原徹也
18歳のドイツ系アメリカ人兵士。通訳兼運転手。英軍基地でストークスらと別れた後、ノルマンディーの連合軍キャンプで再会する。ストークスと組む。
モデルはハリー・エトリンガー。

### 関係者
クレール・シモーヌ
演 - ケイト・ブランシェット、日本語吹替 - 工藤静香
美術品の行方を知る女性。ナチスの占領下に置かれた美術館で働きながら、秘密裏に美術品の流れを記録していた。レジスタンスの弟がいた。
モデルはローズ・ヴァラン。
ヴィクトール・シュタール
演 - ユストゥス・フォン・ドホナーニ、日本語吹替 - 鈴木清信
ナチス親衛隊士官。略奪した美術品を、ヒトラーの総統美術館の展示品として占領下に置いた美術館に集め、ヘルマン・ゲーリングに引き渡していた。逃亡後は妻と子供と共に隠居している。
ラングトン大佐
演 - サム・ヘイゼルダイン、日本語吹替 - 広瀬彰勇
連隊長。ジェフリーズから兵士を付けてブルージュに入れてくれるよう頼まれるが、ドイツ軍の撤退は間近だとして取り合わない。
フィールディング少佐
演 - マイルス・ジャップ、日本語吹替 - 石住昭彦
エプスタインの上官。ストークスの依頼で、美術品をドイツ兵から押収する。
歯科医
演 - ミヒャエル・ブランドナー、日本語吹替 - 遠藤純一
キャンベルの虫歯を治療するドイツ人。キャンベルとサヴィッツを、隠居していたシュタールと引きあわせる。
エミール
演 - アレクサンドル・デスプラ、日本語吹替 - 高宮俊介
フランス人の 連絡員。グレンジャーをパリまで送る。英語もしゃべることができる。
フランクリン・ルーズベルト大統領
演 - マイケル・ダルトン、日本語吹替 - 伊藤和晃
ストークスから直訴され「モニュメンツ・メン」の結成を認め、彼が参加することを要請する。
ハリー・S・トルーマン大統領
演 - クリスチャン・ロドスカ、日本語吹替 - 小島敏彦
ストークスに美術品を取り返すことに命をかける価値があるか、またその人物を人々が将来憶えている可能性について質問する。
軍医
演 - グラント・ヘスロヴ
野営地で負傷した兵士を診ている医師。ストークスとエプスタインが連れてきた、瀕死の兵士にできるかぎりの治療を行う。

## スタッフ
- 監督：ジョージ・クルーニー
- 脚本・製作：ジョージ・クルーニー、グラント・ヘスロヴ
- 原作：ロバート・M・エドゼル（英語版）、ブレット・ウィッター
- 製作総指揮：バーバラ・ホール（英語版）
- 撮影監督：フェドン・パパマイケル
- プロダクションデザイナー：ジェームズ・D・ビッセル
- 編集：ルイ・ディアス、スティーヴン・ミリオン
- 衣裳デザイン：ルイーズ・フログリー
- 音楽：アレクサンドル・デスプラ

日本語版制作スタッフ
- 翻訳：平田勝茂
- 演出：中野洋志
- 録音：兼子芳博、槇洋介
- 録音スタジオ：WINK2、スタジオユニ
- 制作：ACクリエイト
- 吹替え版ミキシング・スタジオ：WINK2
- ダビング・ミキサー：兼子芳博

## 製作

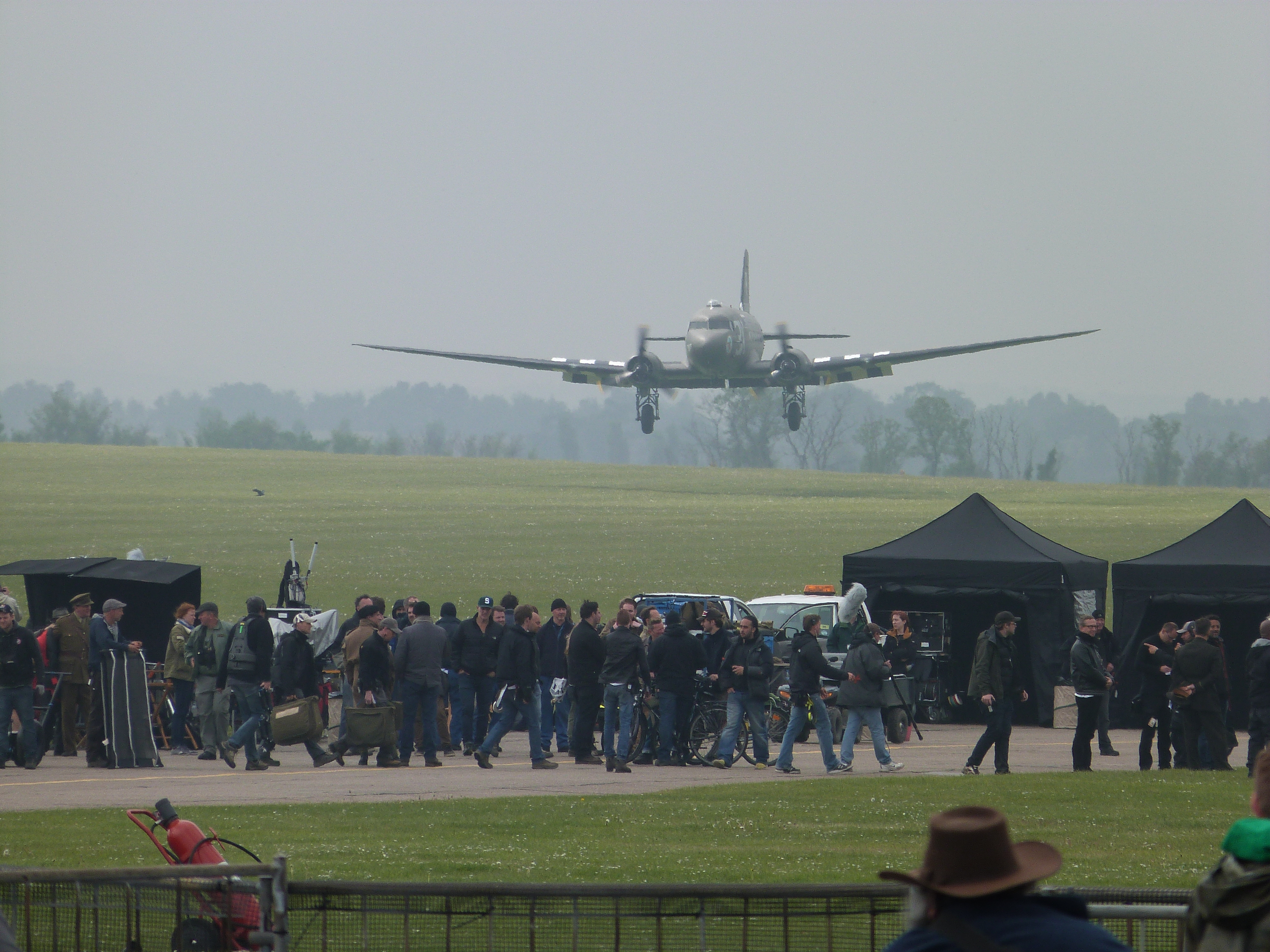
ダックスフォード帝国戦争博物館での撮影中にダックスフォード・エアフィールドに着陸するダグラスC-47スカイトレイン。

主要撮影は2013年3月初頭よりドイツのポツダムのバーベスベルグ・スタジオや、ベルリン・ブランデンブルク地域、ハルツ山地で行われた。特にオスターヴィークの街は屋外の場面のための重要な場所となった。第二次世界大戦の軍事的な場面のために数千人のキャストが必要とされた。いくつかの場面はイギリスのダックスフォード帝国戦争博物館で撮影された。
ジャーマン・フェデラル・フィルム・ファンドから850万ユーロ、その他にもMitteldeutsche Medienförderung、Medien- und Filmgesellschaft Baden-Württemberg、そしてMedien- und Filmgesellschaft Baden-Württembergから資金援助を受けた。
撮影は2013年6月まで続き、イースト・サセックスのレイでの終了が予定された。

## 公開
アメリカ合衆国では当初、2013年12月18日公開を予定していたが、同年10月24日に2014年2月7日への変更が発表された。
予告編は2013年8月8日に公開された。
2014年2月に開催される第64回ベルリン国際映画祭において公開されることが決定した。
日本では2014年秋に20世紀フォックス映画の配給で公開が予定されていたが、同年6月になって劇場公開中止の発表がされ、前売券払い戻しなどの告知が行われた。工藤静香がケイト・ブランシェットの吹き替えで参加している事も公開中止に伴い未公表となっていたが、海外で発売されたBlu-rayには日本公開時に使用される予定だった吹き替えが収録されている。その後、プレシディオの配給で2015年の11月6日に劇場公開されることが発表された。2016年4月6日に発売の国内版Blu-ray/DVDにも海外版と同じ吹き替えが収録されている。

## 興行収入
北米市場において3083館で公開され、2,270万ドルを稼ぎ出し週末興行収入ランキング2位となった。観客の75％が35歳以上であった。批評家の評価はいま一つだったが、豪華キャストと実話であることを強調した宣伝が功を奏した結果であるといえる。なお、この数字はジョージ・クルーニー監督映画としては過去最高の初動成績である。

## 評価
批評家からの評価は芳しくない。映画批評集積サイトのRotten Tomatoesには、221件のレビューがあり、批評家支持率は31％、平均点は10点満点で5.2点となっている。批評家の意見の要約は「その目的は素晴らしく出演者も見事だが、『ミケランジェロ・プロジェクト』のぎこちないノスタルジックな雰囲気とひどくだらけた物語を補うことはできない」となっている。また、Metacriticには、43件のレビューがあり、加重平均値は52/100で「混合または平均的な批評」となった。
ローリング・ストーン誌の映画批評家のピーター・トラヴァースは4つ星中3つをつけ、いくつかの会話と感動は本物ではないように見え、ドイツとイングランドで行われたロケーション撮影については演出と撮影が「非常に美しい」と記述した。本作を同時期のものと比較し、金よりももっと価値のある物を捜索する人々に関する物語について彼は「流行を追わず、ひねくれていない堂々とした映画」と考察した。さらに彼は「（監督としての）クルーニーは影の美術戦士たちから多くのことを学んだように感じる...『ミケランジェロ・プロジェクト』は大志について、危険にさらされた文化について、戦う価値のあることについての映画だ。タイムリーで十分敬意を表する価値があると私は言いたい」と付け加えた。
ガーディアンに寄稿した歴史家のAlex von Tunzelmannはいくつかの歴史の誤りに言及し、プロットについて「あなたが本作をエピソード風で不十分な構成だと感じたとしたら、あいにくあなたは正しい」と言い、「あまりにも多くの登場人物がいるため、脚本では小さなグループに分け、様々な任務をカットした。これらのいくつかは他よりもより刺激的になった - だが満足の行くプロットとしては納得できないものだ。映画よりもテレビシリーズとして製作したほうが『モニュメンツ・メン』の物語にとって良かったかもしれない...物語は魅力的だが、この映画の良い意図はテンポ、演出、雰囲気、そしてほどよく肉付けされた登場人物が欠けていることにより妨げられている」と語った。
第9回オクラホマ映画批評家協会賞の隠れたワースト映画賞を受賞した。

### 歴史考証
映画のストーリーは実際の出来事に基づいているが、登場人物の名前は架空のものに変えられ、いくつかの史実はドラマに適した形に修正された 。後にクルーニーが「物語の80%は正確な真実で、シーンに描かれたことのほとんどは実際に起きたことだ」と語ったと伝えられた。
しかし出来事を知る人物の証言では、美術品捜索の描写は映画の意図に合わせるため作り変えられているという。多数ある実際の証言の中からエルンスト・カルテンブルンナーの甥ミヒェル・カルテンブルンナーの証言から、オーストリアのアルトアウスゼーにある岩塩坑にはエルンスト・カルテンブルンナーの命令で美術品が実際に保管されていたが、彼は敗戦後敵の手に渡らないよう建物を破壊するヒトラーの「ネロ指令」を無視し、美術品を保護していたことが分かった。
スウォンジー大学のナイジェル・ポラード博士は、映画の歴史的正確さについて5つの星の内2つだけつけた 。ポラード博士は「『ミケランジェロ・プロジェクト』は歴史の中核を描いているが、考え無しの行動はおそらく映画としての物語を形作るために必要だったのだろうが、鑑賞者は映画の終わりにMFAAという組織、そして保護された美術品についてかなり混乱するだろう。実際の組織も決して大きくなかったが（組織構成は最高で2、3ダースの士官）、映画では更に7人へと人数を減らされた：組織は5人のアメリカ人と最初に殺される1人のイギリス人士官、そして自由フランス軍の士官で構成される。映画ではモンテ・カッシーノの爆撃後（1944年2月以後）にストークスが率先して組織を設立したと描かれている。実際の起源は1942年のリビアにおけるイギリス軍の奮闘まで遡り、1943年7月に連合軍がシチリア島に侵攻したとき組織はすでに存在していた」と書いた。

## 関連作品
- 大列車作戦 - ローズ・ヴァランのノンフィクションを原作とした1964年の映画